# Зимние международные спортивные игры «Дети Азии» 2023
II зимние Международные спортивные игры «Дети Азии» — соревнования для детей в возрасте до 16 лет, которые состоялись в Кемеровской области с 23 февраля по 5 марта 2023 года.

## История
Международные Игры «Дети Азии» впервые состоялись в Якутске в 1996 году по инициативе первого президента Республики Саха (Якутия) Михаила Николаева. Соревнования были учреждены в честь 100-летия современного Олимпийского движения. В Играх принимают участие дети Азиатского континента. Соревнования проводятся каждые четыре года, как и Олимпийские игры. В 2016 году было принято решение разграничить Игры на летние и зимние.
I зимние Международные спортивные игры «Дети Азии» прошли в 2019 году в Южно-Сахалинске.
В октябре 2019 года межведомственная комиссия по организации и проведению на территории России международных спортивных соревнований под председательством заместителя председателя правительства Российской Федерации Ольги Юрьевны Голодец приняла решение о проведении II зимних Международных спортивных игр «Дети Азии» на территории Кемеровской области — Кузбасса.
19 декабря 2020 года Губернатор Кузбасса Сергей Евгеньевич Цивилёв и президент Международного комитета игр «Дети Азии» Владимир Владимирович Максимов подписали соглашение о проведении в регионе II Международных зимних спортивных игр «Дети Азии-2023».
Уполномоченной организацией по проведению Игр в Кемеровской области — Кузбассе определён ГАУ «Региональный центр спортивных сооружений Кузбасса», в структуре которого была создана дирекция по организации и проведению данных соревнований.

## Виды спорта
В программу II Международных зимних спортивных игр «Дети Азии-2023» вошли:
- Лыжные гонки (Кемерово)- 7 комплектов медалей.
- Конькобежный спорт (Кемерово)- 6 комплектов медалей.
- Шорт-Трек (Кемерово)- 4 комплекта медалей.
- Хоккей (Новокузнецк)- 7 комплектов медалей (несколько лиг)
- Сноуборд (Таштагольский район)- 4 комплекта медалей.
- Фристайл (Таштагольский район)- 1 комплект медалей.
- Горнолыжный спорт (Междуреченск)- 5 комплектов медалей.
- Фигурное катание на коньках (Новокузнецк)- 2 комплекта медалей.
- Кёрлинг (Кемерово)- 2 комплекта медалей
- Прыжки с трамплина (Междуреченск)- 2 комплекта медалей
- Волейбол на снегу (Таштагольский район)- 1 комплект медалей.
- Киберспорт (Кемерово)

Особенностью Игр в Кузбассе станет также проведение показательных и демонстрационных соревнований по волейболу на снегу и компьютерному спорту.
На Играх «Дети Азии» в Кузбассе будет задействовано 1000 волонтёров.

## Места проведения соревнований
Впервые в истории Игр соревнования прошли в четырёх территориях региона — Кемерове, Новокузнецке, Междуреченске и Таштагольском муниципальном районе.
Первым городом, который принял участников и гостей Игр, стал город Кемерово, промышленный и культурный центр региона. Здесь состоялист торжественные церемонии открытия и закрытия Игр «Дети Азии».
Соревнования по лыжным гонкам прошли на лыжной базе «Локомотив», расположенной в реликтовом Сосновом бору Кемерова.
Турниры по конькобежному спорту и шорт-треку принял крупнейший спортивный комплекс Сибири — Ледовый дворец «Кузбасс». Спорткомплекс рассчитан на одновременные тренировки тысячи спортсменов, может вместить шесть тысяч зрителей.
Соревнования по кёрлингу прошли на базе спортивного комплекса «Сосновый» в Кемерове, который был построен в 2021 году.
Второй город-организатор Игр — Новокузнецк. Здесь прошли соревнования по фигурному катанию и хоккею.
Специально к Играм в Новокузнецке проведена реконструкция Арены кузнецких металлургов, крупнейшей на Юге Кузбасса, домашней арены хоккейного клуба «Металлург». После масштабной модернизации объект будет рассчитан на 7,5 тысяч зрителей.
Юных хоккеистов и фигуристов  привлекла ледовая арена «Кузнецкий лёд», современный многофункциональный ледовый дворец, расположенный в самом центре города.
В третьем городе-организаторе Игр — Междуреченске — прошли соревнования по горнолыжному спорту и прыжкам на лыжах с трамплина. Участники Игр соревновались на базе горнолыжного комплекса Югус.
В Таштагольском муниципальном районе  прошли соревнования по сноуборду, фристайлу, волейболу на снегу. Участники будут соревноваться в Шерегеше.

## Транспортная инфраструктура

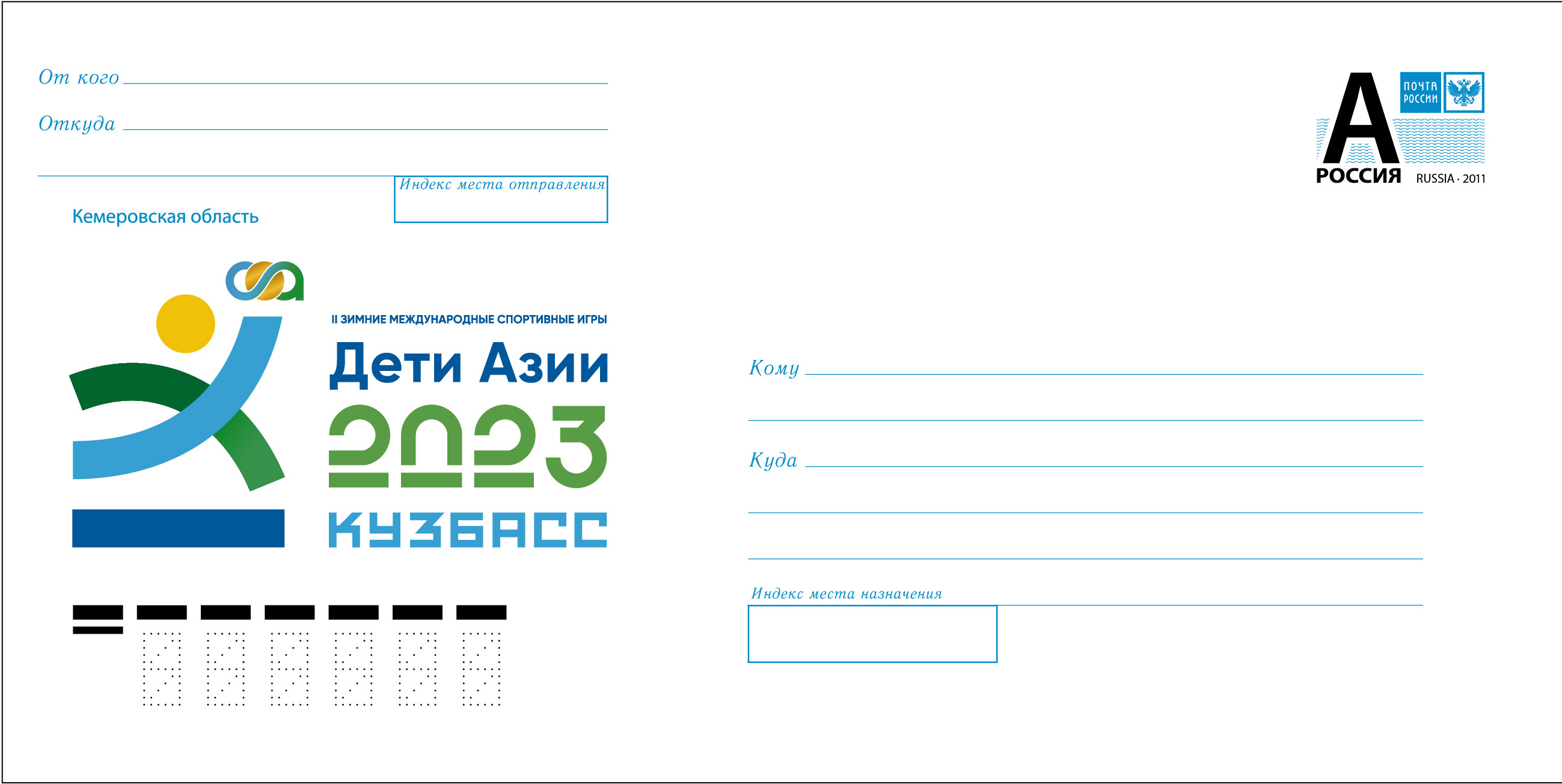
Маркированный конверт. Кемеровская область. II зимние Международные спортивные игры «Дети Азии». Кузбасс-2023

В Кузбассе действуют два международных аэропорта. Это Международный аэропорт Кемерово имени Алексея Леонова и Международный аэропорт Новокузнецк (Спиченково) имени Бориса Волынова.
Транспортное сообщение между городами-организаторами Игр будет осуществляться по первой в Сибири скоростной автомагистрали, которая связывает крупнейшие города Кузбасса — Кемерово и Новокузнецк.

## Талисман Игр и логотип
Логотип предстоящих Игр в Кузбассе выполнен в виде иероглифа, цвета которого символизируют краски горной тайги, снежных склонов и синевы неба.
Талисманом Игр стал рысёнок. Тихоня — потому что в тайге не принято шуметь. Он быстрый, тихий, ступает по хрустящему снегу на мягких лапках.

## Эстафета огня
Эстафета началась 21 января 2023 года в заповеднике "Ленские столбы". 
Маршрут эстафеты:
- 22 января 2023 года- Якутск
- 24 января 2023 года- Новокузнецк.
- 2 февраля 2023 года- Шерегеш
- 10 февраля 2023 года- Междуреченск
- 25 февраля 2023 года- Ледовый дворец (Кемерово)

## Церемонии открытия и закрытия
- Церемония открытия: 25 февраля 2023 года, 16 часов Кемеровского времени.
- Церемония закрытия:4 марта 2023 года

## Участники
- Россия
  - Дальневосточный федеральный округ
  - Уральский федеральный округ
  - Сибирский федеральный округ
  -  Москва
  -  Кемеровская область
  -  Якутия
  -  Башкортостан
  -  Татарстан
- Армения
- Афганистан
- Беларусь
- Казахстан
- Кувейт
- Кыргызстан
- Ливан
- Монголия
- Непал
- Таиланд
- Туркменистан
- Узбекистан

### Медальный зачёт
| №     | Команда                           | Золото | Серебро | Бронза | Всего |
| 1     | Сибирский федеральный округ       | 15     | 13      | 11     | 39    |
| 2     | Москва                            | 15     | 9       | 10     | 35    |
| 3     | Уральский федеральный округ       | 10     | 8       | 9      | 27    |
| 4     | Дальневосточный федеральный округ | 5      | 4       | 3      | 12    |
| 5     | Кемеровская область               | 3      | 6       | 6      | 15    |
| 6     | Казахстан                         | 3      | 5       | 5      | 14    |
| 7     | Башкортостан                      | 3      | 3       | 2      | 8     |
| 8     | Татарстан                         | 2      | 2       | 1      | 5     |
| 9     | Беларусь                          | 1      | 5       | 5      | 11    |
| 10    | Якутия                            | 1      | 3       | 4      | 8     |
| 11    | Таджикистан                       | 1      | 0       | 0      | 1     |
| 12    | Узбекистан                        | 1      | 0       | 0      | 1     |
| 13    | Кыргызстан                        | 0      | 2       | 1      | 3     |
| Всего | Всего                             | 60     | 60      | 60     | 180   |

## Команда
- Бессмертных, Александр Андреевич- главный судья.

## Пресса
- Матч-ТВ, ТРК Кузбасс, Детский пресс-центр.